# 카디르 도울루
카디르 도울루(튀르키예어: Kadir Doğulu, 1982년 4월 19일~)는 튀르키예의 배우이다.

## 출연 작품
- 《파티흐 하르비예》(Fatih Harbiye, 2013년~2014년)
- 《무흐테솀 유즈이을: 쾨셈》(Muhteşem Yüzyıl Kösem, 2015년~2016년)
- 《바나 세브메이 안라트》(Bana Sevmeyi Anlat, 2016년~2017년)